# Amolops cremnobatus
Amolops cremnobatus är en groddjursart som beskrevs av Robert F. Inger och Maurice Kottelat 1998. Amolops cremnobatus ingår i släktet Amolops och familjen egentliga grodor. IUCN kategoriserar arten globalt som nära hotad. Inga underarter finns listade i Catalogue of Life.